# Капитан (комедия дель арте)

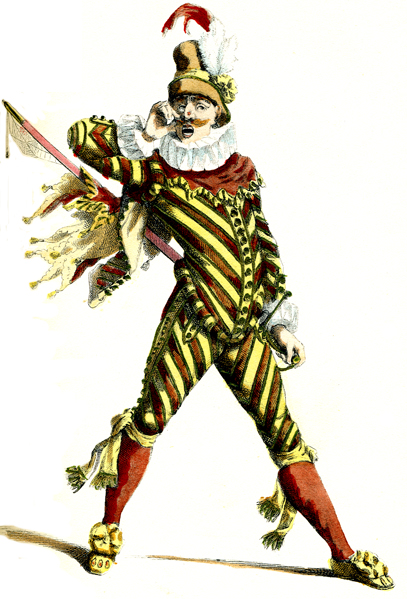
Капитан, рисунок Мориса Санда, 1860.

Капитан (итал. Il Capitano, фр. Le Capitan, или Matamore) — персонаж итальянской комедии дель арте, тип военного авантюриста.
- Происхождение: Испания. Говорил на ломаном итальянском языке, свою речь усеивал испанскими словами.[1]
- Занятие: солдат.
- Костюм: Капитан носил несколько карикатурный военный костюм испанского покроя.
- Маска: актёр, играющий Капитана, выступал без маски.
- Поведение: образ Капитана отличается большой сатирической заострённостью. Это трус, прикидывающийся храбрецом, хвастливый воин, подобный воину из пьесы Плавта «Хвастливый воин». Для него характерно холодное высокомерие, жадность, жестокость, чопорность и бахвальство, скрывающее трусость. Когда кто-то из персонажей приказывает что-то ему сделать или понуждает к совершению решительного поступка, он отступает и ищет предлог отказаться от исполнения приказа или причины, по которым он не может совершить поступок. При этом Капитан пытается не терять лица, используя пышную речь и браваду. В его разговорах много диких небылиц, в которые не верят даже самые легковерные зрители. Капитан обожает женское общество, где хвастается придуманными им подвигами. Коломбина, используя Капитана, заставляет Арлекина ревновать.

В период наибольшего распространения этой маски в комедии дель арте Капитан изображался испанцем, что отражало отношение народа Италии к агрессивной военщине Испании, разорявшей Италию. Первоначальная маска, изображающая испанского солдата, была запрещена цензурой, позднее она возродилась в свободной Венецианской республике.
Персонажи Капитана выступали под громкими именами: Риночеронте (Носорог), Фракассо (Грохот), Матаморос (Убийца мавров), Спеццаферо (Разбиватель меча), Спавенто (Ужас), Сангре-и-Фуего (Кровь и огонь).
Наибольшего мастерства в исполнении этой роли достиг актёр Франческо Андреини, в 1624 г. описавший свой опыт в книге «Бахвальства Капитана Спавенто» (итал. «Le bravure del Capitan Spavento»).
Капитан исчез из числа персонажей комедии дель арте с прекращением испанской оккупации Италии в 80-х годах XVII века. Однако образ Капитана оказал влияние на ряд последующих драматургических образов: Дон Армадо в пьесе «Бесплодные усилия любви» Шекспира, Матамор в пьесе «Комическая иллюзия» Пьера Корнеля. Образ Капитана также можно найти в произведениях Эдмона Ростана, Мигеля Сервантеса, Мольера, Теофиля Готье (роман «Капитан Фракасс»).

## Примечания

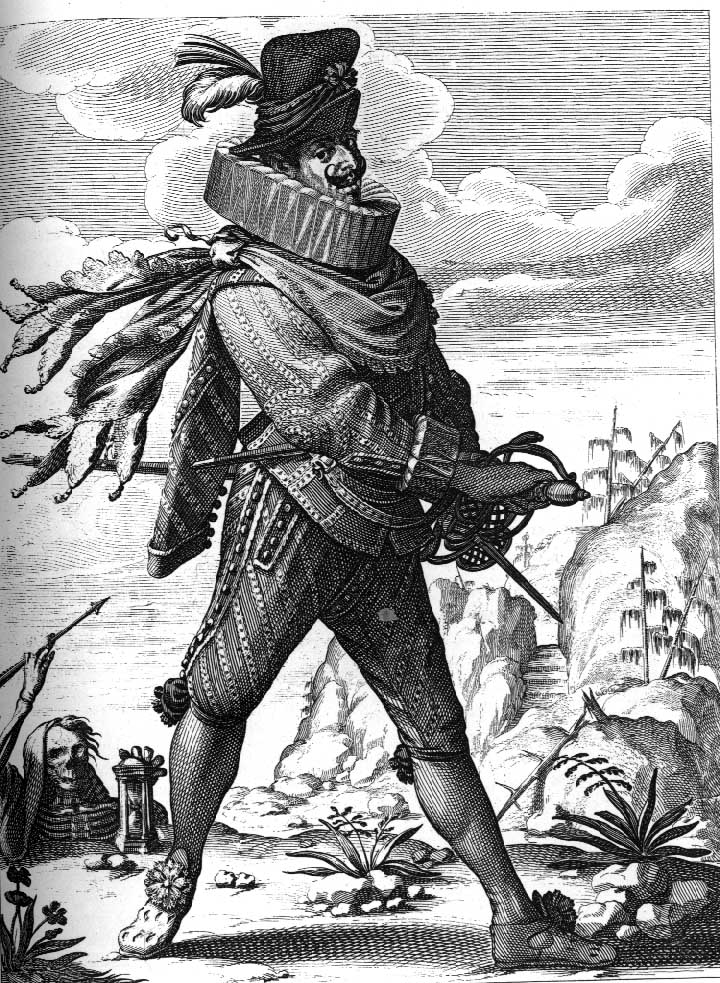
Испанский капитан, гравюра кон. XVII в.
Джироламо Гаравини в роли Капитана, рисунок XVI в.
Капитан Спеццаферо, гравюра XVI в.
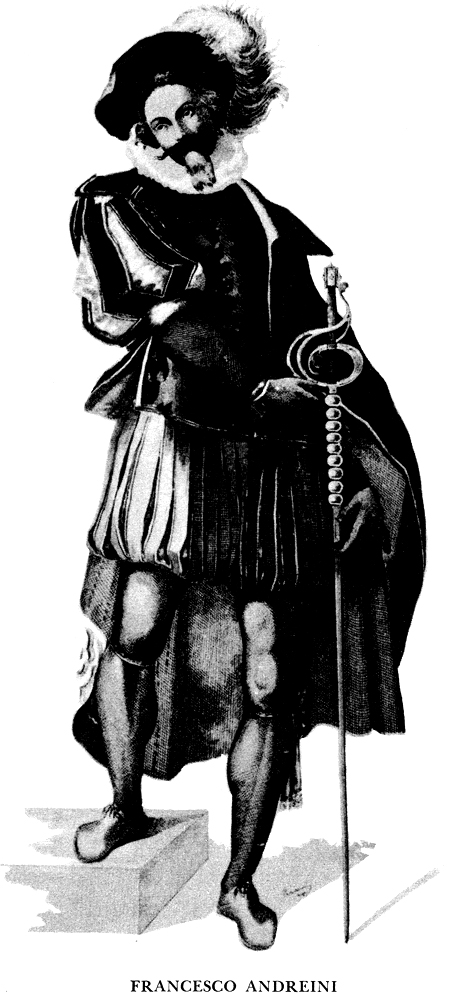
Франческо Андреини в роли Капитана, рисунок XVI в.